# Özgür Özel
Özgür Özel (* 21. září 1974 Manisa) je turecký kemalistický politik. 

## Mládí
Pochází z komunity Balkánských Turků, jeho předkové žili v Soluni a Skopji. Vystudoval farmacii na Egejské univerzitě. Provozoval lékárnu v Manise, byl generálním tajemníkem turecké farmaceutické komory, působil také v Mezinárodní farmaceutické federaci a v organizaci EuroPharm Forum. Neúspěšně kandidoval za Republikánskou lidovou stranu na starostu Manisy.

## Politická kariéra
V parlamentních volbách v roce 2011 byl zvolen poslancem Velkého národního shromáždění, kde pracoval ve zdravotním výboru. Po tragédii v dole Eynez nedaleko Manisy v květnu 2014, kde zahynuly více než tři stovky horníků, vedl hnutí za odškodnění pozůstalých a zlepšení pracovních podmínek. V roce 2015 se stal jedním z lídrů poslaneckého klubu Republikánské lidové strany.
Na stranickém sjezdu v listopadu 2023 vystoupil proti Kemalu Kılıçdaroğluovi, jehož označil za hlavního viníka porážky v prezidentských volbách 2023, představil program modernizace a demokratizace strany a byl zvolen novým předsedou, když získal hlasy od 59,4 procent delegátů.
V roce 2024 se Özgür Özel stal místopředsedou Socialistické internacionály a dovedl svoji stranu k vítězství v komunálních volbách.

## Osobní život
Özgür Özel je ženatý a má jednu dceru.